# Autoput A3
L'autostrada A3 (in serbo Ауто-пут А3?, Auto-put A3) è un'autostrada serba, che collega il confine croato presso Batrovci (oltre il quale prosegue come A3) con la capitale Belgrado. L'autostrada durante il periodo jugoslavo faceva parte dell'Autostrada della Fratellanza e dell'Unità.